# 小林一俊
小林 一俊（こばやし かずとし、1962年8月8日 - ）は、日本の経営者。コーセー社長を務めている。

## 来歴・人物
東京都出身。1986年に慶應義塾大学法学部を卒業し、同年に小林コーセーに入社。1991年に取締役に就任し、常務、副社長を経て、2007年6月に社長に就任。
2014年に日本化粧品工業連合会会長に就任。